# Варшамов, Иван Сергеевич
Ива́н Серге́евич Варша́мов (Огане́с Сарки́сович Варшамя́н; 7 [19] января 1827; Севкар, Российская империя — 25 декабря 1907 [7 января 1908]) — отставной генерал-майор русской армии армянского происхождения, участник Кавказской, Крымской и Русско-турецкой (1877—1878) войн. Георгиевский кавалер.

## Биография
Происходил из армянских дворян Бакинской губернии. Армяно-григорианского вероисповедания. Образование получил в Павловском кадетском корпусе.
14 августа 1847 года произведён в прапорщики. В 1851—1860 годах участвовал в Кавказской войне. Принимал участие в Крымской войне 1853—1856 годов. Служил в 21-й полевой артиллерийской бригаде Отдельного Кавказского корпуса. С 1857 года в чине штабс-капитана — квартирмейстер 21-й артбригады. С 1862 года в чине капитана служил командиром батальона в пехотном полку в Александрополе. 8 октября 1866 года произведён в подполковники. Был назначен командиром облегчённой батареи 40-й артиллерийской бригады. Состоял по полевой пешей артиллерии.
Участвовал в Русско-турецкой войне 1877—1878 годов на Кавказском театре военных действий. В составе Эриванского отряда — командир 1-й батареи 19-й артиллерийской бригады. 4 июня 1877 года был произведён в полковники. Особо отличился 23 октября в битве при Деве-Бойну, за что был награждён орденом Святого Георгия 4-й степени.
После войны вышел в запас по полевой пешей артиллерии. 9 апреля 1884 года произведён в генерал-майоры с увольнением по болезни от службы с мундиром и пенсией половинного оклада.
Умер 25 декабря 1907 года.

## Награды
- Орден Святого Станислава 3-й степени (1854)
- Орден Святой Анны 3-й степени (1859)
- Орден Святого Станислава 2-й степени (1864)
- Императорская корона к ордену Св. Станислава 2-й ст. (1870)
- Орден Святой Анны 2-й степени (1873)
- Орден Святого Владимира 4-й степени с бантом [25 лет] (1874)
- Золотая сабля «За храбрость» (1878)
- Орден Святого Георгия 4-й степени (23 декабря 1878)
- Орден Святого Владимира 3-й степени с мечами (1878)